# 八王子市犬目町C-46輸送機墜落事故
八王子市犬目町C-46輸送機墜落事故（はちおうじしいぬめまちシーよんじゅうろくゆそうきついらくじこ）は、1957年（昭和32年）12月12日（木曜日）に、在日米軍のC-46輸送機が、東京都八王子市犬目町の山中に墜落した事故である。

## 事故の詳細
1957年（昭和32年）12月12日午後10時45分頃、横田基地へ着陸するために南方向から旋回して高度を落としていたのC-46輸送機が、犬目町の山中の送電線に接触、そのまま墜落炎上した。
八王子警察署や八王子消防署から警察官や消防士多数と消防車10台、そして地元の消防団員約100名が現場に駆けつけて消火や搭乗員の捜索に当たった。
乗員の生存者はなく、翌13日午前1時頃までに5名全員の死体が確認され、米軍によって横田基地へと運ばれた。

## その他
- 送電線の鉄塔のある山については、現在では「犬目山（いぬめやま）」と呼ばれている。
- 事故機が接触した送電線は東京電力西東京送電線幹線の27万ボルト送電線で、この事故のため、広範囲で停電が発生した。